# تدوين أينشتاين
تدوين أينشتاين في الرياضيات، ولا سيما في تطبيقات الجبر الخطي حتى الفيزياء، هو عبارة عن اتفاقية مألوفة تنطوي على تجميع مجموعة من المصطلحات المفهرسة في صيغة ما، وبالتالي تحقيق الإيجاز الملاحظ. كجزء من الرياضيات فهي مجموعة فرعية من حساب التفاضل والتكامل Ricci. ومع ذلك، غالبًا ما يستخدم في التطبيقات في الفيزياء التي لا تميز بين الفراغات المظلمة ودام التماس. أول من أدخله إلى الفيزياء هو عالم الفيزياء ألبرت آينشتاين في عام 1916 م.

## مقدمة

### نَص الاصطلاح
طبقا لهذا الاصطلاح، عندما يظهر متغير عددي مرتين في مصطلح واحد وليس معرّفا فيما عدا ذلك، فإن يتضمن إجمال هذا المصطلح على كل قيم العدد. إذ قد تمتد الأعداد في مجموعة رياضية {1, 2, 3} حيث:
{\displaystyle y=\sum _{i=1}^{3}c_{i}x^{i}=c_{1}x^{1}+c_{2}x^{2}+c_{3}x^{3}}
يمكن تبسيطها من خلال الاصطلاح إلى:
{\displaystyle y=c_{i}x^{i}}.
الأعداد في الأعلى ليست رفعات ولكنها أعداد حيثيات، أو معاملات أو قواعد في الجبر الخطي. أي أنه في هذا السياق x2 يجب فهمها كالمكون الثاني لـx بدلا من مربع x (قد يؤدي ذلك أحيانا إلى الالتباس). الرقم الأعلى في xi يرجع –غالبا- إلى أن العدد يحدث مرة واحدة في المركز الأعلى ومرة واحدة في المركز الأسفل في المصطلح. وفي الحالة التقليلدية (x1, x2, x3) ستكون مساوية للتقليدية (x, y, z).
في النسبية العامة، أحد الاصطلاحات الشهيرة هي أن:
- تُستخدم الألفبائية اليونانية لمكونات الزمان والمكان، بينما تأخذ الأرقام قيم 0، 1، 2، 4 (غالبا ما تُستخدم الأحرف μ, ν, ...)
- تُستخدم الألفبائية اللاتينية للمكونات المكانية فقط، بينما تأخذ الأرقام قيم 1، 2، 3 (غالبا ما تُستخدم الأحرف i, j, ...).

في العموم، قد تمتد الأرقام على أي مجموعة عددية، بما في ذلك المجموعات غير المنتهية. يجب عدم الخلط بين هذا وبين الاصطلاحات المتشابهة كتابيا المستخدمة للتفريق بين التقييد الرقمي الشادّ وبين التقييد الرقمي المعنوي المرتبط به ولكنه منفصل تماما.

### التطبيقات
يمكن تطبيق تقييدات أينشتاين بطرق مختلفة قليلا. في الحالة التقليدية، يحدث كل رقم مرة واحدة في القوة العليا ومرة واحدة في القوة السفلى في المصطلح، إلا أن الاصطلاح يمكن تطبيقه بصورة أعم لأي أعداد متكررة داخل المصطلح. عند التعامل مع المتجهات الثابتة والمتجهات غير الثابتة حيث يعبر موقع العدد أيضا عن نوع المتجه، عاد ما تنطبق الحالة الأولى، إذ يمكن ربط المتغير الثابت فقط مع متجه متغير، بالتناسب مع إجماع نتائج المُعاملات. على الجانب الآخر، عندما يكون هناك أساس إحداثي ثابت، قد يختار المرء أن يستعمل فقط القوى السفلى.

## عمليات شائعة في هذه الصيغة
في صيغة أينشتاين، يصبح المرجع الأولي المعتاد (معادلة) لكل من (معادلة) و(معادلة) عمود من المصفوفة A لصيبح (معادلة). بالتالي يمكننا كتابة العمليات التالية في صيغة أينشتاين كالتالي:
فضاء الجداء الداخلي (وبالتالي الضرب النقطي)
باستخدام أسس التعامد، يكون الناتج الداخلي هو مجموع المكونات المقابلة مضروبة في بعضها:
{\displaystyle \mathbf {u} \cdot \mathbf {v} =u_{j}v^{j}}
يمكن حساب ذلك أيضا من خلال ضرب المتجه والمتجه المقابل.
الضرب الاتجاهي
من جديد وباستخدام أسس التعامد (في ثلاثة اتجاهات) يتضمن الناتج داخليا الجمع على تباديل النواتج:
{\displaystyle \mathbf {u} \times \mathbf {v} =\varepsilon ^{i}{}_{jk}u^{j}v^{k}\mathbf {e} _{i}}
حيث
{\displaystyle \varepsilon ^{i}{}_{jk}=\delta ^{il}\varepsilon _{ljk}}
εijk هو رمز ليفي-سيفيتا، وδil هي دلتا كرونكر العامة. بناء على هذا التعريف لـε، لا يوجد فرق بين εijk و εijk وإنما في موقع الأعداد.
ضرب المصفوفات
ضرب المصفوفات للمصفوفتين Aij وvj هو:
{\displaystyle \mathbf {u} _{i}=(\mathbf {A} \mathbf {v} )_{i}=\sum _{j=1}^{N}A_{ij}v_{j}}
حيث تساوي:
{\displaystyle u^{i}=A^{i}{}_{j}v^{j}}